# Takagi Kazumasa
Kazumasa Takagi (高木 和正 Takagi Kazumasa, sinh ngày 17 tháng 12 năm 1984 ở Sanuki, Kagawa) là một cầu thủ bóng đá người Nhật Bản hiện tại thi đấu cho Kamatamare Sanuki.

## Thống kê sự nghiệp
Cập nhật đến ngày 23 tháng 2 năm 2017.
| Thành tích câu lạc bộ | Thành tích câu lạc bộ | Thành tích câu lạc bộ | Giải vô địch | Giải vô địch | Cúp                   | Cúp                   | Cúp Liên đoàn | Cúp Liên đoàn | Tổng cộng | Tổng cộng |
| Mùa giải              | Câu lạc bộ            | Giải vô địch          | Số trận      | Bàn thắng    | Số trận               | Bàn thắng             | Số trận       | Bàn thắng     | Số trận   | Bàn thắng |
| Nhật Bản              | Nhật Bản              | Nhật Bản              | Giải vô địch | Giải vô địch | Cúp Hoàng đế Nhật Bản | Cúp Hoàng đế Nhật Bản | Cúp Liên đoàn | Cúp Liên đoàn | Tổng cộng | Tổng cộng |
| --------------------- | --------------------- | --------------------- | ------------ | ------------ | --------------------- | --------------------- | ------------- | ------------- | --------- | --------- |
| 2003                  | Sanfrecce Hiroshima   | J2 League             | 11           | 0            | 0                     | 0                     | -             | -             | 11        | 0         |
| 2004                  | Sanfrecce Hiroshima   | J1 League             | 2            | 0            | 0                     | 0                     | 2             | 0             | 4         | 0         |
| 2005                  | Montedio Yamagata     | J2 League             | 8            | 0            | 0                     | 0                     | -             | -             | 8         | 0         |
| 2006                  | FC Gifu               | JRL (Tōkai, Div. 1)   | 13           | 4            | 3                     | 0                     | -             | -             | 16        | 4         |
| 2007                  | FC Gifu               | JFL                   | 15           | 3            | 2                     | 0                     | -             | -             | 17        | 3         |
| 2008                  | FC Gifu               | J2 League             | 39           | 3            | 1                     | 0                     | -             | -             | 40        | 3         |
| 2009                  | FC Gifu               | J2 League             | 47           | 7            | 3                     | 1                     | -             | -             | 50        | 8         |
| 2010                  | Tochigi SC            | J2 League             | 35           | 2            | 2                     | 1                     | -             | -             | 37        | 2         |
| 2011                  | Tochigi SC            | J2 League             | 28           | 3            | 1                     | 0                     | -             | -             | 29        | 3         |
| 2012                  | Tochigi SC            | J2 League             | 41           | 4            | 1                     | 0                     | -             | -             | 42        | 4         |
| 2013                  | Tochigi SC            | J2 League             | 24           | 1            | 1                     | 0                     | -             | -             | 25        | 1         |
| 2014                  | Kamatamare Sanuki     | J2 League             | 28           | 1            | 1                     | 0                     | -             | -             | 29        | 1         |
| 2015                  | Kamatamare Sanuki     | J2 League             | 21           | 3            | 0                     | 0                     | –             | –             | 21        | 3         |
| 2016                  | Kamatamare Sanuki     | J2 League             | 37           | 1            | 2                     | 0                     | –             | –             | 39        | 1         |
| Tổng cộng sự nghiệp   | Tổng cộng sự nghiệp   | Tổng cộng sự nghiệp   | 349          | 36           | 17                    | 2                     | 2             | 0             | 368       | 34        |